# يوخن رايمر
يوخن رايمر (بالألمانية: Jochen Reimer)‏ (و. 1985  م) هو لاعب هوكي الجليد ألماني، ولد في ميندلهايم، مركز لعبه هو حارس مرمى ‏.

## روابط خارجية
- يوخن رايمر على موقع EliteProspects.com (الإنجليزية)
- يوخن رايمر على موقع HockeyDB.com (الإنجليزية)